# LUX 044
LUX 044 fue un evento de artes marciales mixtas producido por LUX Fight League, que se llevó a cabo el 2 de agosto de 2024 en el Frontón México de Ciudad de México, México.

## Antecedentes
El evento estelar contó con una pelea de peso ligero entre el ex retador del Campeonato de Peso Ligero de LUX Hugo Flores y Luis Márquez por el título vacante.
El evento coestelar contó con una pelea de peso pactado entre los veteranos Kazula Vargas y Román Córdova. Previamente en marzo de 2024, ambos se enfrentaron en el evento LMI 13 de la promotora Lutador MMA Invictus que terminó con victoria del primero.

## Resultados
1. ↑  Por el Campeonato de Peso Ligero de LUX